# Рудольф III (король Бургундии)
Рудольф III (Рудольф Ленивый; фр. Rodolphe III, итал. Rodolfo III; около 966 или 971 — 6 сентября 1032, Лозанна) — король Бургундии в 993—1032 годах, последний представитель династии Вельфов на бургундском престоле.

## Биография

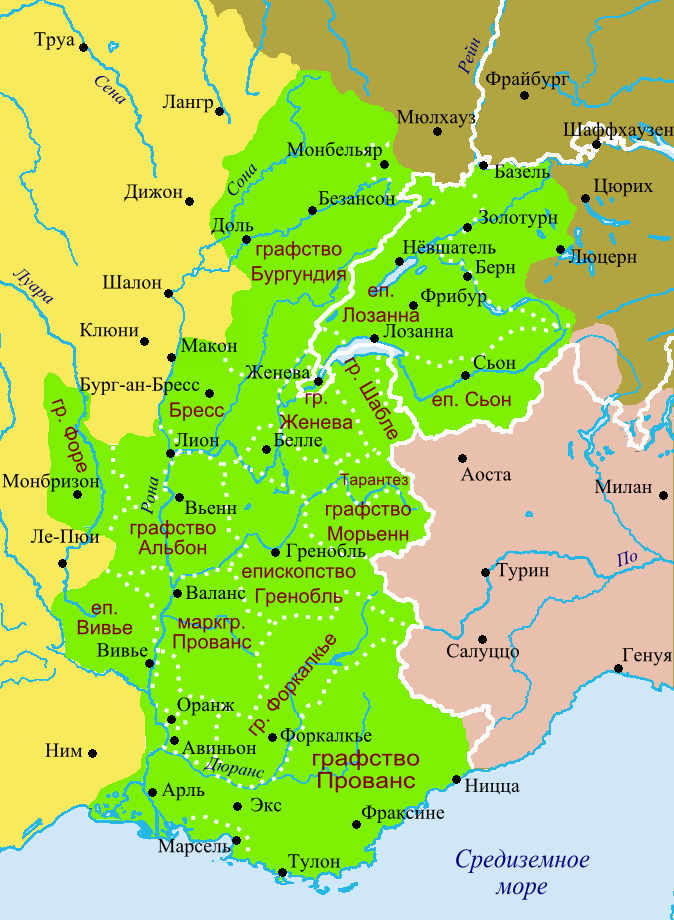
Бургундское королевство в 1034 году

### Правление
Рудольф III, сын короля Конрада I и Матильды Французской, стал правителем Бургундии в 993 году после смерти отца. Его правление прошло в войнах и мятежах. Рудольф III был не в состоянии усмирить бунтовавшее против него дворянство.
Воспользовавшись тяжёлым внутренним положением Бургундии, германский император Генрих II вторгся на её территорию и вынудил Рудольфа признать его наследником бургундского престола.
После смерти Генриха новый император Конрад II также заставил бургундского короля объявить себя наследником. В результате всего этого после смерти Рудольфа в 1032 году Бургундия вошла в состав Священной Римской империи в качестве третьего королевства, наряду с Германией и Италией, хотя из-за этого два года шла война с племянником покойного и графом Блуа Эдом II.

### Семья
1-я жена: ранее 12 января 994 Агальтруда (ум. 21 марта 1008/18 февраля 1011). Детей от этого брака не было.
2-я жена: Ирменгарда (ум. 25/27 августа после 1057), вдова Ротбальда III, графа Прованса. Детей от этого брака не было.
От неизвестной по имени любовницы у Рудольфа был как минимум один незаконный сын:
- Гуго (умер 31 августа 1038).